# ウォータースパウト

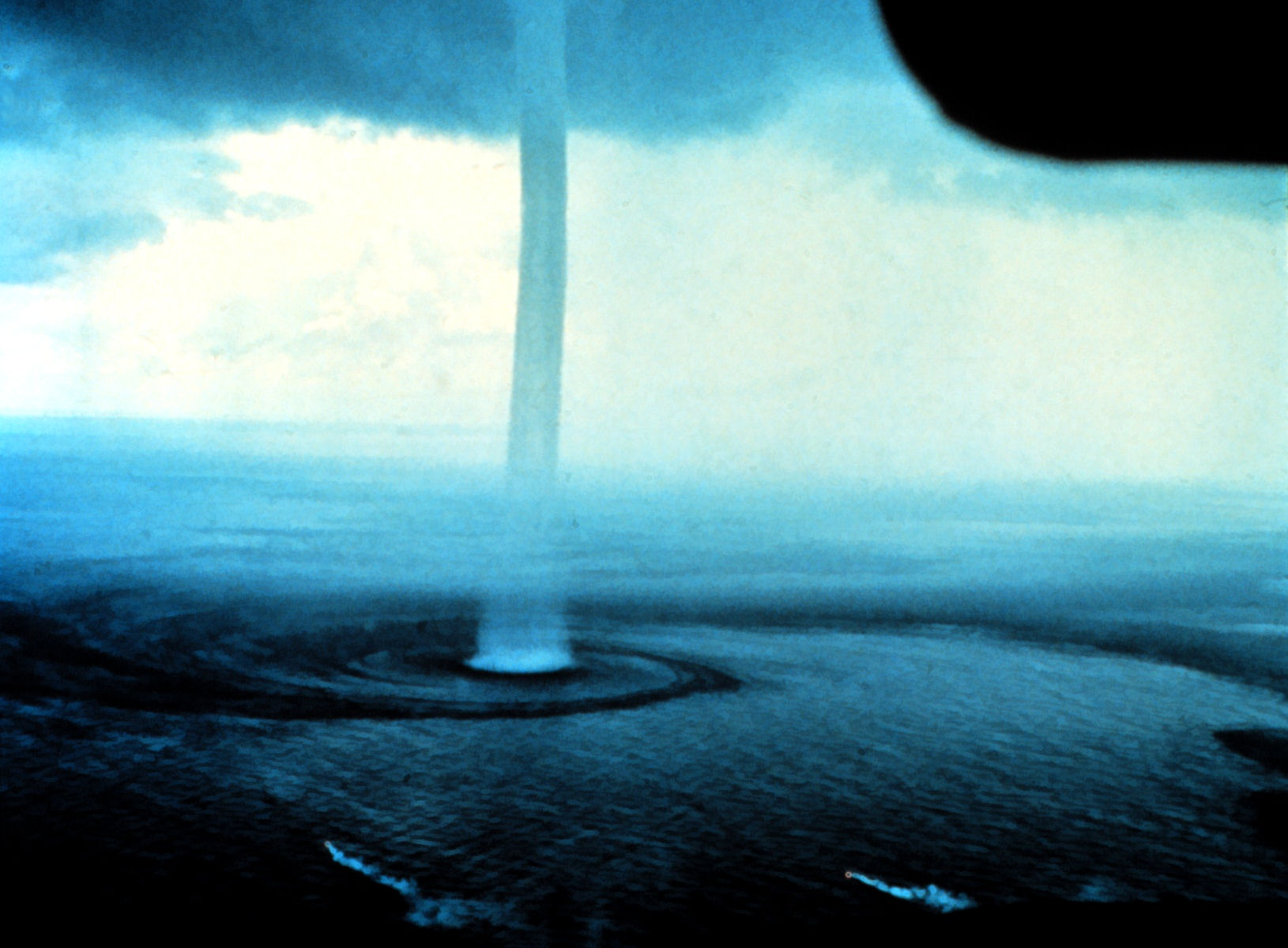
フロリダ州のウォータースパウト

ウォータースパウト（英: waterspout）とは、水面上に発生する円柱状の強い渦のことである。一般的には水面上の大気に発生する竜巻のことであるが、スーパーセルを伴わないようなものを指すことが多い。そのため、多くのウォータースパウトは水を吸い込むほどの大きさ・強さを持たない。日本語では水上竜巻（すいじょうたつまき）とも呼ばれ、名称に「巻」が含まれているが、いわゆる「竜巻」の定義に入るものに限らず、海面などの水面上で発生る塵旋風を含められることがある。日本でよく観察される海上竜巻については、いわゆる「竜巻」との区別のために、シースパと呼ばれることがある。
熱帯および亜熱帯域での発生が多く、特に亜熱帯で最も多く発生し、フロリダキーズでの報告が世界最多である。ヨーロッパ、オーストラリアの温帯域、ニュージーランド、米国東海岸、カリフォルニア州沿岸、五大湖地方および南極域でも発生が報告されている。日本海では冬季に冷たい季節風と、相対的に暖かい日本海面が接することに伴って発生する蒸気旋風が知られる。非常に稀ではあるが、グレートソルト湖での発生も報告さる。湖水効果雪に伴う降水帯と関係して観測されたケースも知られている。
その一生は、飛行機観測での見た目の特徴により以下の5段階に分けられる。
1. 水面上の暗点の生成
2. 水面における螺旋形状の生成
3. リング状のしぶき
4. 目に見える漏斗雲の発達
5. 衰退

寿命は平均して5分から10分であるが、長いものは1時間に渡って持続する。ウォータスパウトに伴う漏斗雲のサイズは直径数メートルから100メートル前後である。

## 生成
ウォータースパウトは長さスケール2 km以下のいわゆるマイクロスケールの気象現象である。英語でトルネードと呼ばれる竜巻に比べると、かなり弱く、生成メカニズムも異なる場合が多い。ウォータースパウトは、水蒸気を多く含んだ大気の中で成長する。水面付近の水平シアによる渦が発達中の積雲に伴う上昇流と繋がることで、上方の雲へ向かって引き延ばされることにより生成する、と理論づけられている。ランドスパウトとして知られる弱い竜巻と同様の生成メカニズムをもつ。
一度に多数が発生する場合もある。ミシガン湖の事例では同時に9個のウォータースパウトが発生したことが報告されている。

## タイプ

### 非竜巻性

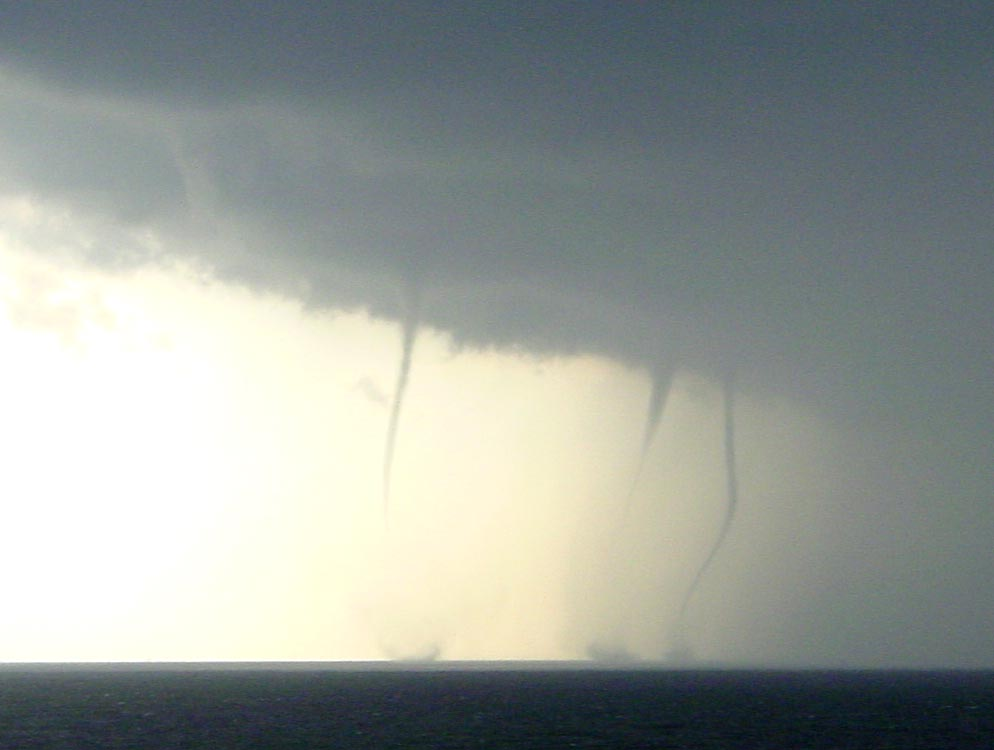
2006年8月27日にオランダのデン・ハーグ近くの砂浜から見られた非竜巻性ウォータースパウト

スーパーセル雷雨に関係しないウォータースパウトは「非竜巻性（英: non-tornadic）ウォータースパウト」もしくは「晴天ウォータースパウト」と呼ばれる。このようなタイプのウォータースパウトが圧倒的多数である。晴天ウォータースパウトは水面沿岸域で発生し、灰色の底面が平らな塔状の発達しつつある積雲と関係している。この種のウォータスパウトは急発達ののち、すぐに衰退し、その寿命は20分以下である。改良藤田スケールではEF0と評価されることが多く、風速は30 m/s以下である。
熱帯から亜熱帯域で多く観測される。フロリダキーズでは年間400個以上観測される。ウパウトは鉛直方向の対流により生成されるので、接している雲が水平方向にあまり動かないため、その動きは遅いことが多い。おおむね、岸の方へ上陸するような動きをする。晴天ウォータースパウトはランドスパウトと見た目やメカニズムがよく似ている。